# Jerzu
Jerzu (en sardo: Iersu) es un municipio de Italia de 3.296 habitantes en la provincia de Nuoro, región de Cerdeña.

## Evolución demográfica
| Gráfica de evolución demográfica de Jerzu entre 1861 y 2001 |
|                                                             |
| Fuente ISTAT - Elaboración gráfica de Wikipedia             |

## Galería fotográfica

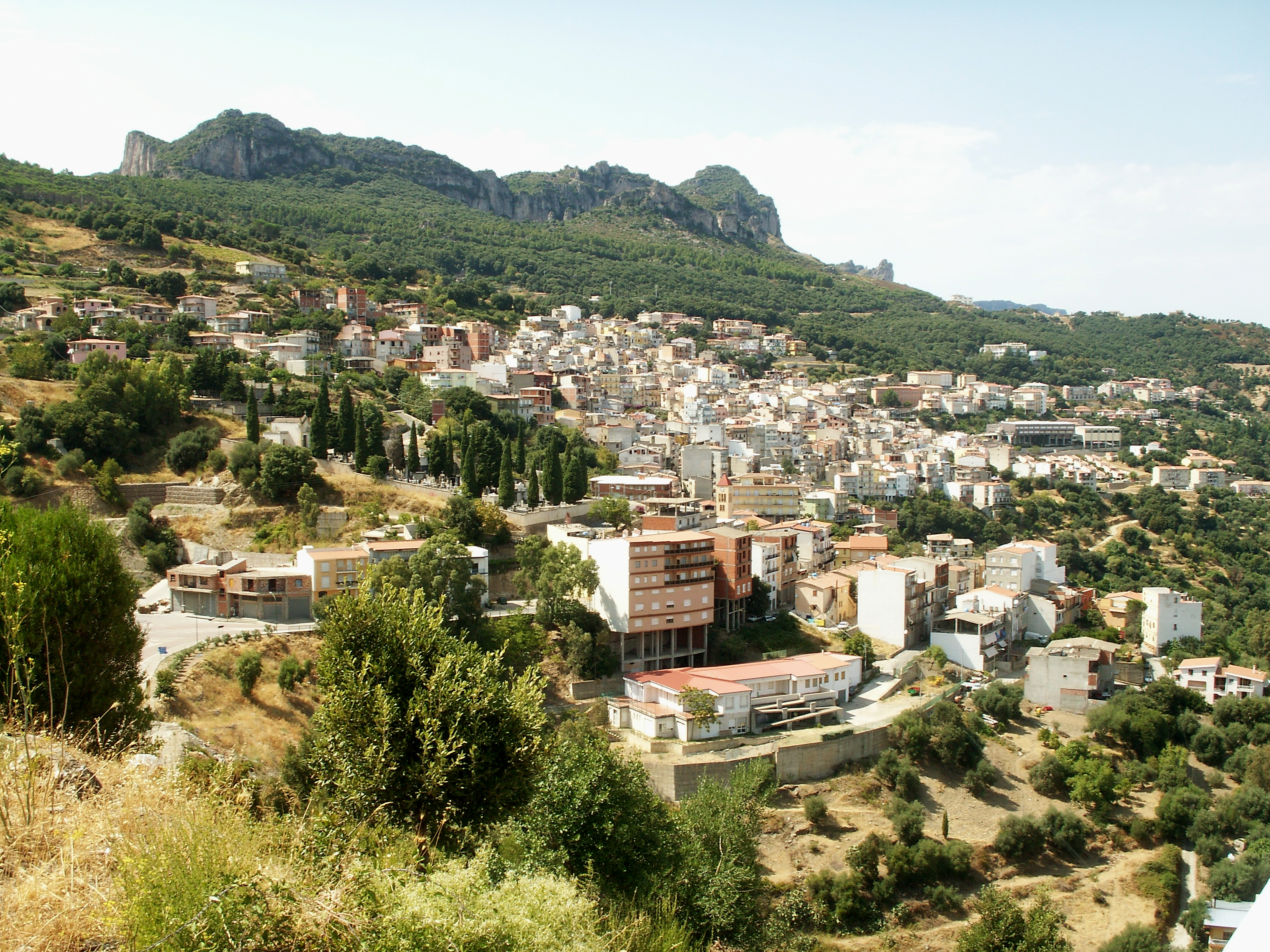
Vista de la localidad.
Jerzu cubierto de nieve.